# Ivan Nikolaevič Rimskij-Korsakov
Il conte Ivan Nikolaevič Rimskij-Korsakov (in russo Иван Николаевич Римский-Корсаков?; San Pietroburgo, 29 giugno 1754 – San Pietroburgo, 31 luglio 1831) è stato un politico russo.

## Biografia
Apparteneva alla piccola nobiltà togata russa che era stata elevata al titolo comitale solo nel 1703, ma la famiglia Rimskij-Korsakov era abbastanza agiata e vantante di ricche proprietà terriere presso Jaroslavl'.
Nel 1779 fu presentato alla viscontessa Praskov'ja Aleksandrovna Brjus (o Bruce), sorella del plenipotenziario Pëtr Aleksandrovič Rumjancev-Zadunajskij e sposata al visconte scozzese e giacobita emigrato colonnello James Bruce (o Jakov Aleksandrovič Brjus); la Bruce era confidente intima dell'imperatrice ed ebbe modo di presentare Rimskij-Korsakov a Caterina II, che fu stupita dal talento musicale del conte nel violino, anche se bisogna distinguere il fatto che non scorresse alcun legame di parentela tra il conte e Nikolaj Rimskij-Korsakov.
E il conte fu per molto tempo il favorito dell'imperatrice, fino al 1780, quando Potëmkin, che nutriva inimicizia per Rimskij-Korsakov, ne decretò la rimozione dal suo ruolo di favorito, sostituendolo con il conte Aleksandr Dmitrievič Lanskoj. Nonostante ciò, il conte Rimskij-Korsakov ebbe sempre un'evidente potenza politica nel tempo, essendo testimone di battesimo dello zar Alessandro I e confidente del conte Platon Zubov.